# Wilhelm Worringer
Wilhelm Worringer (1881, Aquisgrà – 1965, Múnic) va ser un historiador de l'art. Va revalorar l'art nòrdic davant l'art clàssic assentant les bases de l'expressionisme alemany i va donar una sustentació teòrica a l'art abstracte reforçant-se en les teories del psicòleg Theodor Lipps i les tesis de l'historiador Alois Riegl.

## Treballs
- Abstraktion und Einfühlung, Múnic, 1908. Hi ha una traducció catalana a Edicions 62, Abstracció i Empatia, març 1987. ISBN 8429725628, ISBN 978-8429725629
- Lukas Cranach, Múnic, 1908.
- Formproblem der Gotik, Múnic, 1911.
- Äegyptiche Kunst. Problemeihrer Wertung, Múnic, 1927.
- Vorwort zum Neudruck: Abstraktion und Einfühlung. Ein Beitrag zur Stilpsychologie. Múnic, 1948.
- Problematik der Gegenwartskunst. Múnic, 1948